# Eastern Hammer
«Eastern Hammer» — спліт-альбом гуртів «Graveland», «Temnozor», «Nokturnal Mortum», «North», випущений у 2007 році, лейблом «Hammerbolt Productions».

## Композиції

### Graveland
1. «Blood Faithful To Soil» — 11:41

### Nokturnal Mortum
1. «Kolyada» — 5:44

### North
1. «To Break a Cross, to Break a Neck» — 5:42

### Temnozor
1. «Did-Dub-Snop» — 5:16